# 港珠澳大橋消防局暨救護站

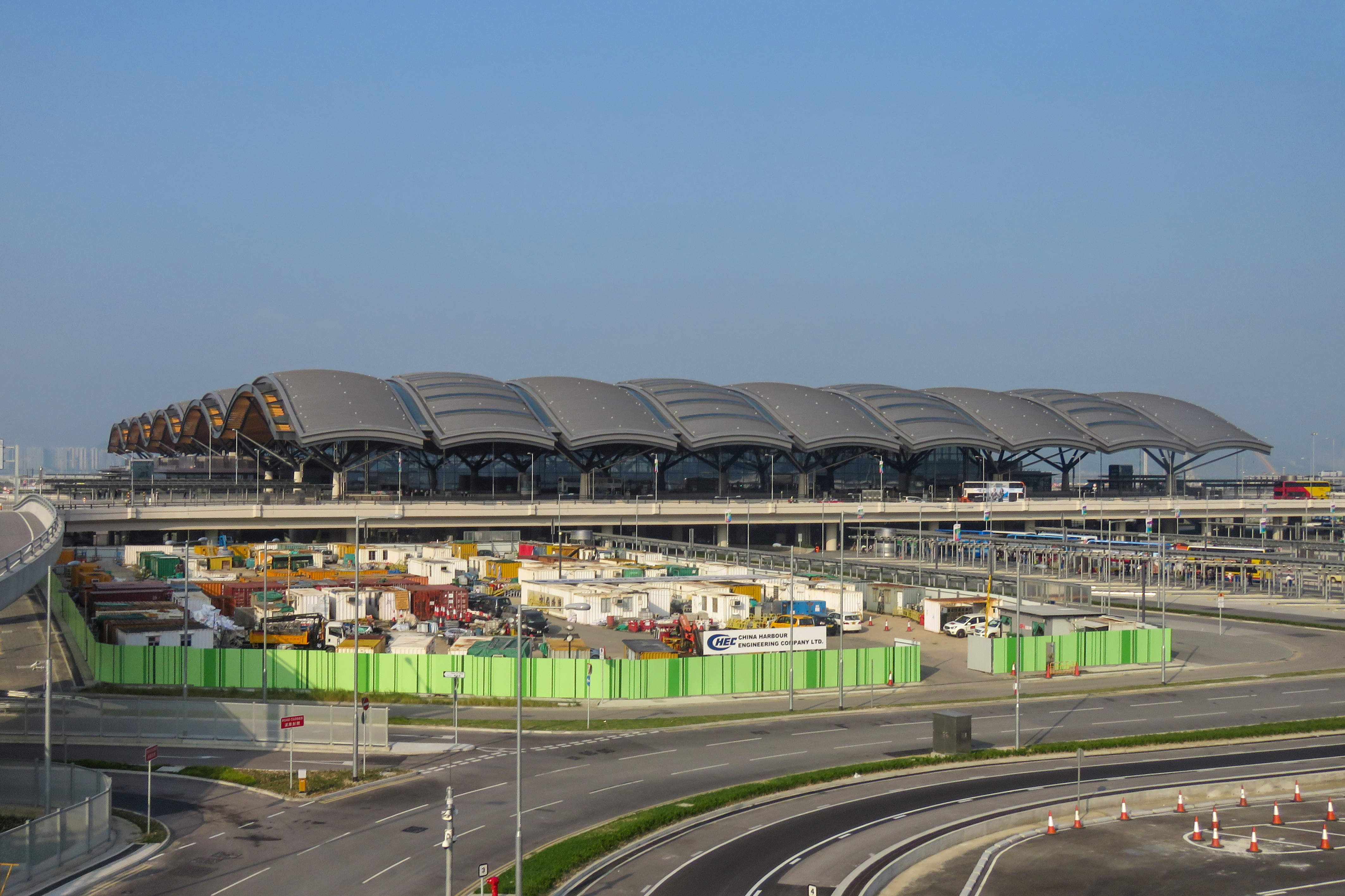
港珠澳大橋消防局暨救護站為港珠澳大橋香港口岸服務。

港珠澳大橋消防局暨救護站（英語：Hong Kong-Zhuhai-Macao Bridge Fire Station Cum Ambulance Depot）是香港消防處一座消防局暨救護站，位於香港離島區港珠澳大橋香港口岸順岸路10號，因配合港珠澳大橋開通而於2018年6月14日啟用。

## 歷史
早在2013年，香港消防處時任處長陳楚鑫就已經表示，計劃在港珠澳大橋香港口岸人工島上設置一座消防局暨救護站，而在2015年1月22日香港消防處舉行的2014年度工作報告記者會中，時任處長黎文軒亦重申將會興建此建築，以應付港珠澳大橋通車後的緊急服務需求。2018年6月14日，港珠澳大橋消防局暨救護站正式啓用。

## 人手編制及車輛
該局的人手編制共108人，其中消防職系有9名主任級及69名員佐級人員，而救護職系則有2名主任級及28名員佐級人員。該局每更約30多人當值，採用「三更制」，消防處會以專車由東涌接載員工到人工島當值。該局在啓用時有8輛行動車輛進駐，包括油壓升降台、泵車、大搶救車、拯救車、消防電單車各一輛，以及兩輛救護車和一輛急救醫療電單車。

## 服務
如以港珠澳大橋為分界，該局的服務範圍遠至離港珠澳大橋香港口岸約12公里，消防或救護車需時最長約10分鐘抵達。該局亦會支援香港國際機場及亞洲國際博覽館一帶的事故。新界西南區的消防局及救護站，包括赤鱲角、東涌及竹篙灣的消防局暨救護站亦會在口岸發生事故時增援。如果在該局的服務範圍內有事故發生，傷者會被送往最接近香港口岸的北大嶼山醫院，或因應傷者數目和傷勢被分流至其他公立醫院急症室接受治療；如果情況允許，傷者可以選擇被送往其屬意的醫院。如果事故在口岸或大橋香港連接路發生，旅客可撥打999或112求助；如果事件在大橋主橋發生，旅客則可撥打110求助。